# Kenji Fukaya

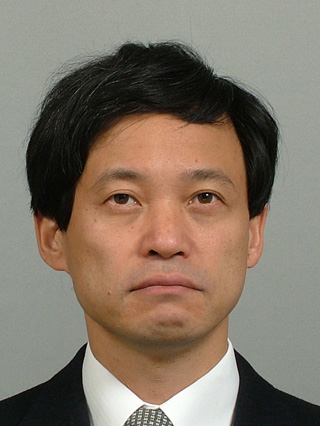
Kenji Fukaya (2010)

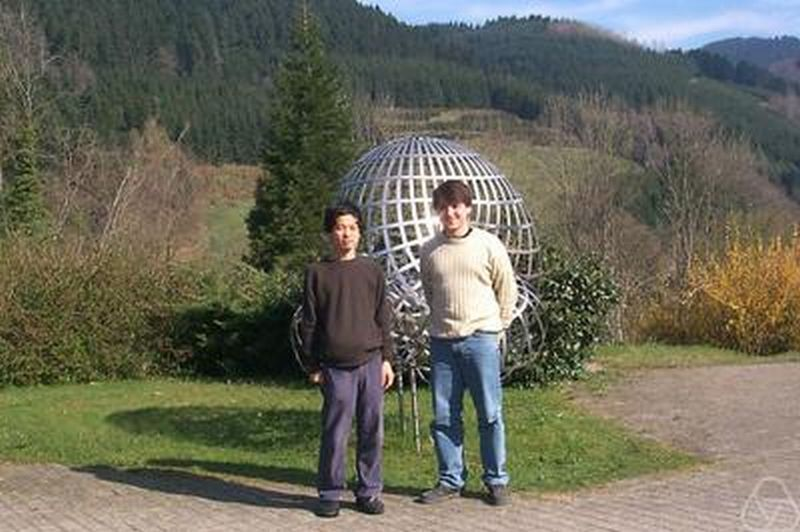
Kenji Fukaya (links) mit Paul Seidel, Oberwolfach 2002

Kenji Fukaya (jap. 深谷 賢治, Fukaya Kenji; * 12. März 1959 Präfektur Kanagawa in Japan) ist ein japanischer Mathematiker, der sich mit Symplektischer Geometrie und Differentialgeometrie (Riemannsche Geometrie) befasst.

## Werdegang
Fukaya studierte ab 1978 an der Universität Tokio, an der er 1986 in Mathematik promoviert wurde. 1987 wurde er Assistenzprofessor an der Universität Tokio und 1994 Professor an der Universität Kyōto. Seit 2013 ist er an der Stony Brook University.
Nach ihm sind die Fukaya-Kategorien in der symplektischen Topologie benannt ({\displaystyle A_{\infty }}-Kategorien von Lagrange-Untermannigfaltigkeiten einer symplektischen Mannigfaltigkeit mit Floer-Ketten-Gruppen als Morphismen, siehe Floer-Homologie). Mit Kaoru Ono bewies er eine schwache Form der Arnold-Vermutung (1999).
Er befasst sich auch mit Anwendungen der Differentialgeometrie und symplektischer Geometrie in Stringtheorie und Eichtheorien (u. a. Spiegelsymmetrie).
2009 erhielt er den Asahi-Preis, 2003 den Japan Academy Award, 1994 den Frühlingspreis der Japanischen Mathematischen Gesellschaft, 2002 den Inoue-Preis und 1989 den Geometrie Preis. Er ist seit 2005 (sowie 1996 bis 2000) im Rat der Japanischen Mathematischen Gesellschaft und seit 2006 Vorsitzender des Mathematik Komitees des Science Council von Japan.
1990 war er Invited Speaker auf dem Internationalen Mathematikerkongress in Kyoto (Collapsing Riemannian Manifolds and its Application).
2025 wurde er mit dem Shaw Prize in Mathematik ausgezeichnet.

## Schriften
- Collapsing Riemannian Manifolds and Eigenvalues of Laplace-Operators, Inventiones Mathematicae, Band 87, 1987, S. 517–557
- mit T. Yamaguchi The fundamental group of almost nonnegatively curved manifolds, Annals of Mathematics, Band  136, 1992, S. 253–333
- mit Michail Gromow, Jeff Cheeger Nilpotent structures and invariant metrics on collapsed manifolds, Journal of American Mathematical Society, Band 5, 1992, S. 327–372
- mit Kaoru Ono Arnold conjecture and Gromov-Witten invariant, Topology, Band 38, 1999, S. 933–1048
- mit Y. Oh, H. Ohta, K. Ono Lagrangian intersection Floer theory- anomaly and obstruction, 2007
- Morse homotopy, {\displaystyle A_{\infty }}-Category, and Floer homologies, in H. J. Kim (Herausgeber) Proceedings of Garc Workshop on Geometry and Topology, Seoul National University, 1994, S. 1–102
- Floer homology and mirror symmetry. II. Minimal surfaces, geometric analysis and symplectic geometry, Adv. Stud. Pure Math., 34, Math. Soc. Japan, Tokyo, 2002, S. 31–127
- Multivalued Morse theory, asymptotic analysis and mirror symmetry in Graphs and patterns in mathematics and theoretical physics, Proc. Sympos.Pure Math., Band 73, American Mathematical Society, 2005, S. 205–278
- Herausgeber Topology, Geometry and Field Theory, World Scientific 1994
- Herausgeber Symplectic geometry and mirror symmetry (Konferenz Korea Institute for Advanced Study, Seoul 2000), World Scientific 2001
- Eichtheorie und Topologie (japanisch), Springer Verlag,  Tokio 1995
- Symplektische Geometrie (japanisch), Iwanami Shoten 1999